# 上野山実
上野山 実（うえのやま まこと、1952年 - ）は、日本の経営者。元パナソニック 常務取締役CFO(最高財務責任者)、綜合警備保障常勤監査役、日立金属社外取締役。和歌山県出身、和歌山大学経済学部卒業。

## 経歴
1975年松下電器産業入社。2007年取締役就任、2010年常務取締役CFO(最高財務責任者)就任。2012年パナソニックエコソリューションズ社上席副社長。2013年綜合警備保障常勤監査役。2019年日立金属社外取締役。